# Juan Coghen
Juan Coghen, né le 9 juillet 1959, est un joueur de hockey sur gazon espagnol.

## Carrière
Avec l'équipe d'Espagne, Juan Coghen est médaillé d'argent des Jeux olympiques d'été de 1980 à Moscou.